# Senado de Chile
El Senado de Chile es la cámara alta del poder legislativo de ese país, y junto a la Cámara de Diputadas y Diputados conforman las dos cámaras del Congreso Nacional. Su composición y atribuciones están establecidas en el capítulo V de la Constitución Política de la República. Cada senador representa los intereses de su circunscripción, que son elegidos por votación popular.
Los senadores duran ocho años en su cargo, pudiendo ser reelegidos sucesivamente hasta por un periodo. Sin embargo, las elecciones se realizan cada cuatro años de manera alternada por regiones. En una elección se renuevan los que representan a las regiones de Tarapacá, Atacama, Valparaíso, Maule, La Araucanía, Aysén y Arica y Parinacota. Cuatro años después corresponde la elección de los senadores de las regiones de Antofagasta, Coquimbo, O’Higgins, Bío Bío, Los Lagos, Magallanes, Los Ríos, Ñuble y Región Metropolitana. De esta manera la cámara se renueva alternadamente cada cuatro años.
Sus funciones son participar en la elaboración de las leyes con la Cámara de Diputadas y Diputados y al presidente de la República. Desde el 26 de marzo de 2025, el presidente del Senado de Chile es el senador de Renovación Nacional (RN) Manuel José Ossandón.

## Historia

### Primer Senado

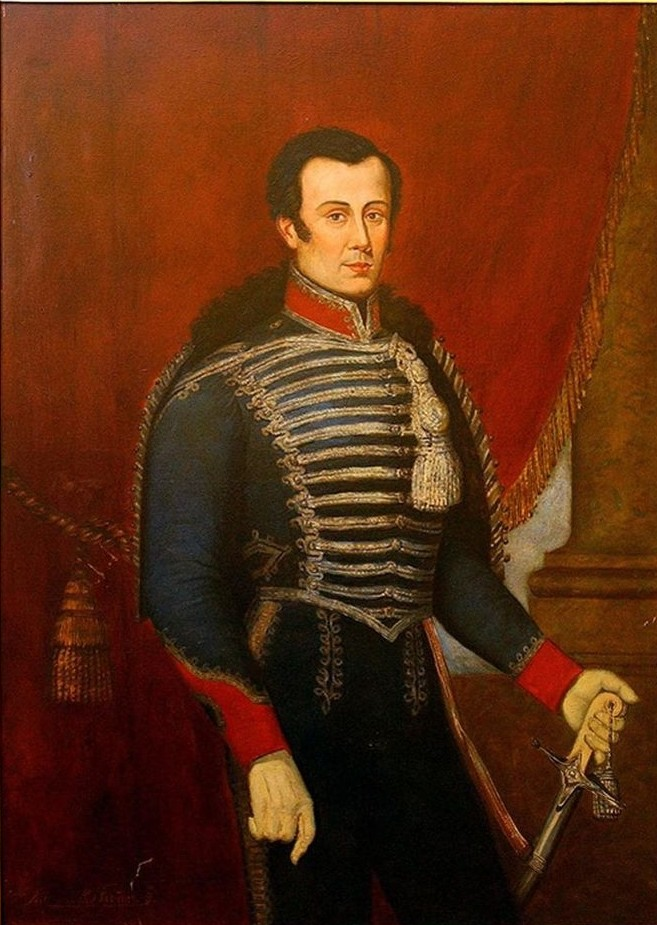
José Miguel Carrera. Durante su gobierno se inauguró el primer senado.

El primer precedente de la existencia de un Senado en Chile data del periodo denominado Patria Vieja, durante el Gobierno de José Miguel Carrera. Este primer senado estaba compuesto, no por senadores sino por diputados. Eran 10 de los cuales existían propietarios y suplentes. Estos se elegían mediante suscripción.
Este Senado fue incorporado en el Reglamento Constitucional Provisorio de 1812, que se promulgó el 27 de octubre de 1812. Entre otras cosas se establecía que:

Habrá un Senado compuesto de siete individuos, de los cuales el uno será Presidente, turnándose por cuatrimestres, y otro Secretario. Se renovará cada tres años, en la misma forma que los vocales de la junta. Sin su dictamen no podrá el Gobierno resolver en los grandes negocios que interesen la seguridad de la Patria; y siempre que lo intente, ningún ciudadano armado o de cualquiera clase deberán auxiliarlo ni obedecerle, y el que contraviniere, será tratado como reo de Estado. Serán reelegibles.
Reglamento constitucional provisorio sancionado en 26 de octubre de 1812

Entre finales de octubre y principios de noviembre de 1812 se iniciaron las suscripciones de los siete diputados propietarios que participarían en el senado. De estos, tres eran de Santiago de Chile, dos de la Provincia de Coquimbo y dos de la Provincia de Valparaíso. Los tres restantes que se adhirieron al primer hemiciclo senatorial fueron suplentes, completando un total de 10 diputados senatoriales.
La Inauguración del Primer Senado de Chile sucedió el 10 de noviembre de 1812, siendo su primer presidente el doctor Pedro Vivar y Azúa. Continuó en funciones hasta enero de 1814, ya en plena Guerra de la Independencia de Chile, y gracias a su acuerdo con el poder ejecutivo se sancionó la ley de Libertad de prensa y se crearon el Instituto Nacional y la primera Biblioteca Nacional. Asimismo otorgó a don José Miguel Carrera plenos poderes para dirigir las operaciones militares.

### Segundo Senado

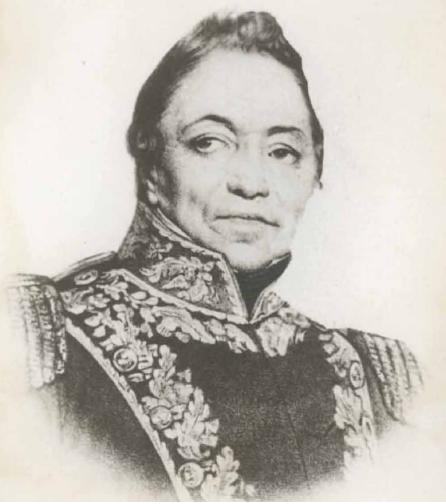
Francisco de la Lastra. fue Director Supremo mientras legisló el Senado Consultivo.

La Crisis Política surgida gracias a la Guerra de Independencia de Chile urgió a la necesidad de proclamar el nuevo Reglamento para el Gobierno Provisorio de 1814: 

"Habrá un Senado compuesto de siete individuos que se elegirán por el Excmo. señor Director de la propuesta en terna que le hará la Junta de Corporaciones.
reglamento para el gobierno provisorio sancionado en 17 de marzo de 1814"

 Este redujo las facultades legislativas que antes poseía el senado y lo transformó en un órgano consultivo, similar a un Consejo de Estado.
En estricto rigor, este fue el primer senado donde sus miembros eran llamados Senadores. Se Mantuvo la cantidad de Propietarios, que eran 7, pero se abolió la existencia de miembros suplentes. Además de esto, el nuevo Reglamento estableció que era el Director supremo de Chile quién designaba a los 7 senadores de entre una lista de 21 candidatos.
El 17 de marzo de 1814 nació el Senado Consultivo, compuesto también por 7 notables patriotas. Pero la guerra les impidió ejercer un buen desempeño legislativo. De este modo, tras el Desastre de Rancagua acontecido el 1 y 2 de octubre de 1814, comenzó el período de la Reconquista española que duró hasta 1817. En ese lapso no existió Senado ni Congreso alguno en Chile.

### Tercer Senado

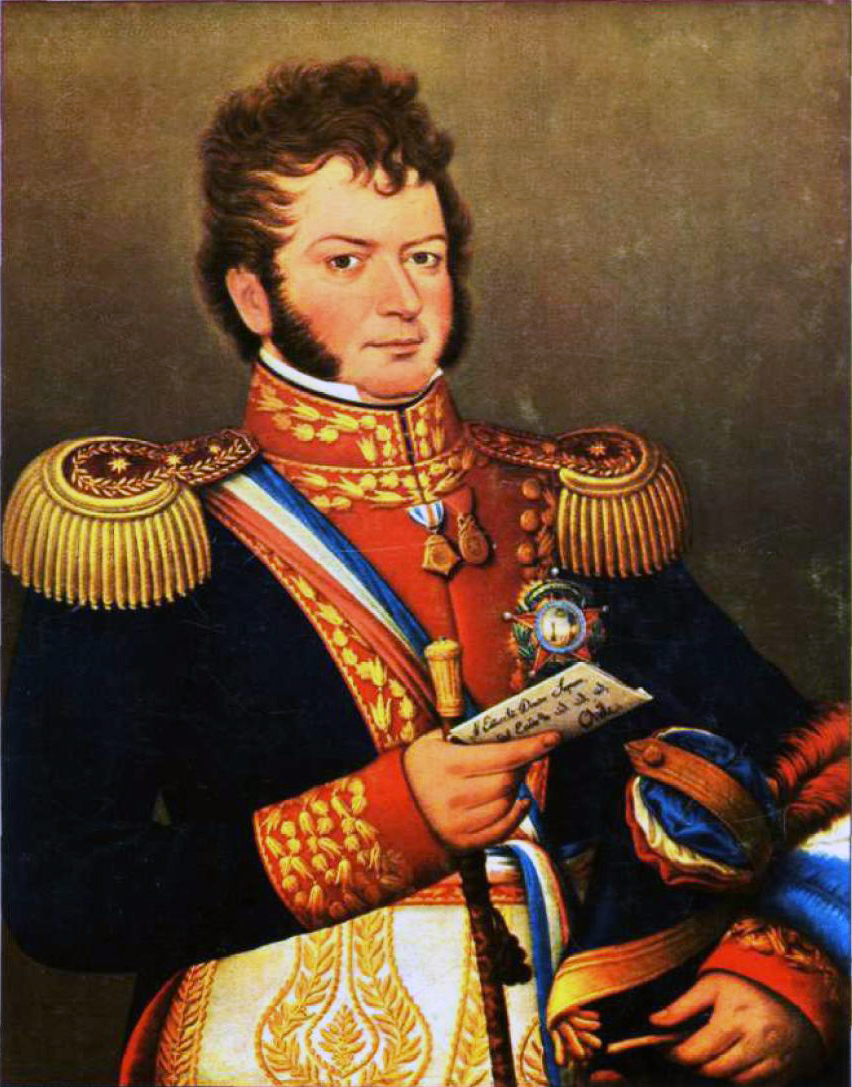
Bernardo O'Higgins designó a todos los senadores, integrando a miembros del naciente ejército, de la Iglesia católica y también de la sociedad civil.

En 1818 se dio inicio al proceso llamado Patria Nueva. Durante el Gobierno de Bernardo O'Higgins se reinauguró el senado conforme a la Constitución de 1818 que establecía: 

Perteneciendo a la Nación chilena reunida en sociedad, por un derecho natural e inamisible, la soberanía o facultad para instalar su Gobierno y dictar las leyes que le han de regir, lo deberá hacer por medio de sus Diputados reunidos en Congreso; y no pudiendo esto verificarse con la brevedad que se desea, un Senado sustituirá, en vez de leyes, reglamentos provisionales en la forma que más convenga para los objetos necesarios y urgentes.

 De esta manera se estableció el senado como un órgano legislativo provisional, el que sin embargo, legisló hasta 1822.
Aunque el régimen o'higginista tuvo una marcada predominancia del Director Supremo de Chile, el Senado Conservador de la Patria Nueva tuvo una relevante participación en el reconocimiento internacional de la Independencia de Chile, como trató de lograrse en una convención realizada en la ciudad de Aquisgrán, entonces Francia. Se repuso la existencia de miembros suplentes, que eran 5, y se estableció una misma cantidad de Senadores Propietarios. De esta manera había un total de 10 senadores. Todos eran designados por el Director Supremo.
En 1822 surgieron amplias críticas a la composición del Senado, debido principalmente, a que este se había erigido en plena Guerra de Independencia y mantuvo su estructura original sin proceder a la erección de los "Diputados reunidos en Congreso" que según la Constitución de 1818 era el organismo permanente de legislación. Esta necesidad desencadenó en la Constitución Política del Estado de Chile de 1822 que pretendía transformar al Senado en una rama de un Congreso Bicameral. La Convención Preparatoria tenía designada la tarea de conseguir la elección de diputados y senadores. sin embargo la estructura enmendada por la Constitución de 1822 nunca logró concretarse.

### Cuarto Senado
El Senado Conservador y Legislador de 1823 o Cuarto Senado se estableció bajo la Constitución de 1823, y fue el segundo senado compuesto de miembros elegidos por el pueblo desde 1812. Se componía de nueve senadores elegidos en una única circunscripción nacional para un mandato de seis años, pudiendo reelegirse indefinidamente. Para ser senador, era necesario ser mayor de 30 años de edad, tener una propiedad no menor a cinco mil pesos, residencia los últimos tres años en el país y ser un ciudadano elegible.
A este senado se le transfirió el monopolio del poder legislativo, siendo parte de un parlamento asimétrico, donde la Cámara Nacional (cámara baja), carecía de predominancia en los procesos de formación de leyes. También se le confirió al senado la ratificación de los tratados internacionales, además de las leyes sobre impuestos y contribuciones. Como uno de los poderes más notables del Cuarto Senado, estaba la facultad de suspender de sus funciones al Director Supremo, lo que otorgó por vez primera una vía de control al poder ejecutivo.
El presidente del Senado bajo esta institucionalidad debía ser elegido directamente por el pueblo de entre los senadores elegidos.
Este senado vio sin embargo interrumpida sus funciones, debido a la alta volatibilidad en la contingencia política, ya a finales de 1823 se generó un nuevo Congreso Constituyente, que habiendo fracasado provocó el retorno del cuarto senado en 1824. Siguió ejerciendo la legislación hasta su disolución definitiva ese mismo año, siendo remplazado por el Congreso General de la Nación similar a una cámara baja unicameral.

### El Senado bajo la Constitución de 1828
Recién desde 1828 en adelante, el Senado se concibió como la rama de un Congreso bicameral.
Conforme a la Constitución Política de 1828 la Cámara de Senadores estaba compuesta por representantes de las Asambleas Provinciales, a razón de 2 senadores por provincia (16 en total), por 4 años, debido a esto se le denomina el senado provincialista. La elección de los senadores se realizaba en las sesiones de cada Asamblea Provincial, y resultaban elegidos los dos con mayor cantidad de votos dentro de la pluralidad que cada bancada de asambleístas presentaba. Con este sistema, hubo un estrecho nexo entre el Senado y los gobiernos provinciales, que hacían representar sus intereses en esta cámara. La dificultad, sin embargo de constitución de estos parlamentos provinciales dificultó la elección de los senadores, variando su composición.
En cuanto a sus facultades, el Senado entre 1828 y 1833 carecía de facultades exclusivas con excepción de la emitir juicios políticos despachados por los diputados. En este sentido, la Cámara de Diputados obtuvo la predominancia legislativa y política, tanto por la elección indirecta de los senadores como por sus escasas atribuciones.

### El Senado bajo la Constitución de 1833
La Constitución Política de 1833 dispuso que el Senado estaría compuesto por 20 miembros que formaban parte de una lista nacional, los cuales serían elegidos indirectamente (mediante un sistema de electores) por un periodo de 9 años y podrían reelegirse indefinidamente. En cada provincia se elegían electores a razón de 3 por diputado.
Las reformas de 1874 permitieron que la elección fuese por votación directa y en representación de las provincias. Cada provincia pasaba a elegir un 1 senador por cada 3 diputados y fracción de 2. Además se rebajaba el periodo a 6 años reelegibles indefinidamente.
Con la Constitución Política de 1925, el Senado pasó a ser electo directamente por las 9 (1925) y posteriormente 10 (1967) agrupaciones provinciales por un periodo de 8 años, reelegibles indefinidamente. Cada agrupación provincial elegía 5 senadores. Cada 4 años se renovaba por mitades.
En el régimen político imperante bajo la Constitución Política de 1980, para analizar la composición del Senado hay que distinguir:

### Diseño original de la Constitución de 1980
Las concepciones que tenían sobre la democracia los redactores de la Constitución condujeron a consagrar un sistema particular, susceptible de evitar los supuestos excesos del sufragio universal. El Senado quedaría compuesto no solo por los elegidos del pueblo (dos por cada región, 26 en total), sino también a modo de una cámara de sabios por ciertas autoridades, algunas designadas (por otras), otras que gozarían del cargo por derecho propio: senadores designados y senadores vitalicios, respectivamente.
Los Senadores Designados serían nueve senadores no electos por la nación, sino por diversas autoridades. Se designaban cada 8 años y, en caso de vacancia del escaño, fuere por muerte, por incapacidad o inhabilidad, este no era reemplazado, hasta el fin del periodo de ocho años que le correspondía.
- Cuatro senadores designados por el Consejo de Seguridad Nacional. El Consejo debía escoger sus candidatos entre quienes hubieren desempeñado como comandantes en jefe de las Fuerzas Armadas o directores generales de Carabineros de Chile;
- Tres senadores nombrados por la Corte Suprema. Dos de ellos debían haber sido ministros de dicho tribunal al menos por dos años seguidos. El tercer senador designado por la Corte debía haber desempeñado por igual período como contralor general de la República;
- Dos senadores designados por el presidente de la República. Uno debía haber sido rector universitario y el otro, ministro de Estado.

Los senadores vitalicios serían senadores por derecho propio. Los expresidentes de la República que hubieren ejercido su cargo por el mandato constitucional completo tendrían por derecho propio el cargo de senador. Este tendría, además, la particularidad de ser un puesto vitalicio.

### Desde 1990 a 2017

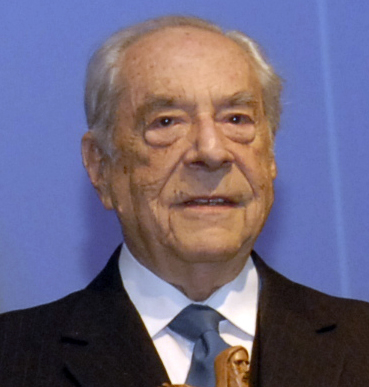
Gabriel Valdés Subercaseaux fue el primer presidente del Senado después del retorno a la democracia.

Originalmente había trece circunscripciones, correspondientes a las trece regiones del país; pero las reformas constitucionales aprobadas en 1989 permitieron dividir seis regiones en dos circunscripciones cada una (las regiones más pobladas), reforzando la institucionalidad democrática del Senado, al permitir un mayor número de senadores electos (pasando de 26 a 38), ya que se mantuvo la figura de los senadores designados y vitalicios.
El Senado durante este periodo llegó a estar compuesto por 38 senadores electos, 9 designados y 2 vitalicios. En total, 47 senadores (desde 1990 a 1998); 48 (1998 a 2000); 49 (2000 a 2002); y 48 (2002 a 2006).
Si bien algunos senadores designados poseyeron verdaderamente cierta auctoritas, pero no siempre fue así. Como la expresión "senadores designados" pareció un tanto peyorativa, estos se dieron en llamar "senadores institucionales". Su número fue suficientemente relevante para que los gobiernos que se sucedieron desde 1990 debieran transigir con ellos para alcanzar las mayorías necesarias. Si bien, en un principio, estos constituyeron una bancada paralela a la de los grupos políticos, terminaron uniéndose a las bancadas políticas con quienes tenían afinidad.
Sólo un expresidente alcanza a desempeñar el cargo de senador vitalicio:  Eduardo Frei Ruiz-Tagle (de 2000 a 2006). Por otro lado, el dictador Augusto Pinochet (de 1998 a 2002) también cubre el cargo de senador vitalicio. Frei fue el último en desempeñar dicho cargo.
En caso de la vacancia en un escaño, sea por muerte, renuncia o inhabilidad en el cargo, lo reemplazaba el compañero de lista al momento de la elección, a falta de este el partido proponía tres nombres a la cámara alta, y el que sacaba más votos era elegido, los independientes y los senadores institucionales no eran reemplazados.
Durante el gobierno de Ricardo Lagos, fue promulgada una reforma constitucional, luego de haber sido aprobada casi unánimemente por el Congreso Pleno. Estas reformas, que entraron en vigor el 11 de marzo de 2006, permitieron que el Senado estuviese exclusivamente integrado por miembros electos por el pueblo, eliminando los senadores designados y vitalicios. El número de senadores fue reducido así de 48 a 38 miembros. También se consagra la designación partidaria en caso de vacancia, sea por fallecimiento, renuncia, incapacidad o inhabilidad en el cargo, en el caso de que la vacancia la provocara un parlamentario independiente, el escaño queda vacío y no es reemplazado.
Hasta el año 2017, estos 38 senadores fueron elegidos directamente por 8 años a razón de 2 por cada una de las 19 circunscripciones senatoriales del país. Dicha forma de elección terminó con la reforma al sistema electoral, aprobada durante el segundo gobierno de la presidenta Michelle Bachelet.

### Desde 2017 a la actualidad
A partir de la Reforma Constitucional de 2015, se estableció la elección de 50 senadores distribuidos en 16 circunscripciones. En la elección parlamentaria de 2017 se eligieron 23 senadores correspondientes a las circunscripciones I, II, IV, VI, IX, XI, XIV, mientras que en la elección parlamentaria de 2021 se eligieron los restantes senadores para las circunscripciones III, V, VII, VIII, X, XII, XIII, XV y XVI, completando así la renovación total de la Cámara Alta, prevista por la reforma de 2015.
La existencia y el funcionamiento del Senado fue parte del debate de la Convención Constitucional, organismo que entre 2021 y 2022 redactó una propuesta de nueva Constitución. Allí se estableció la eliminación del Senado para reemplazarlo por la «Cámara de las Regiones», entidad que tendría atribuciones distintas a la Cámara Alta. El texto fue rechazado en el plebiscito constitucional del 4 de septiembre de 2022, por lo que la idea quedó desestimada.

## Funciones y atribuciones del Senado
Al Senado corresponde, naturalmente, intervenir en el proceso de formación de las leyes en Chile. Tiene, además, las atribuciones indicadas en la Constitución, que le son exclusivas (artículo 49 de la Constitución de 1980):
- Conocer de las acusaciones constitucionales que entable la Cámara de Diputadas y Diputados.
- Resolver sobre la admisibilidad de acciones judiciales que se pretendan iniciar contra algún ministro del Estado por actos de este en el desempeño de su cargo que se estime que causan perjuicios injustamente.
- Conocer de las contiendas de competencia que se susciten entre las autoridades políticas o administrativas y los tribunales superiores de justicia.
- Otorgar la rehabilitación de la nacionalidad chilena.
- Prestar o negar su consentimiento a los actos del presidente de la República, en los casos en que la Constitución o la ley lo requieran.
- Otorgar su acuerdo para que el presidente de la República se ausente del país por más de treinta días o en los últimos noventa de su mandato.
- Declarar, oyendo al Tribunal Constitucional, la inhabilidad del Presidente de la República y pronunciarse sobre la dimisión que el Presidente de la República haga de su cargo.
- Aprobar la declaración del Tribunal Constitucional sobre responsabilidad del presidente de la República en hechos que han motivado la inconstitucionalidad de un partido u organización que no ha respetado los principios básicos del régimen democrático y constitucional.
- Dar su dictamen al presidente de la República en los casos que este lo solicite.
- Aprobar los nombramientos que el presidente de la República proponga, en los casos que la Constitución Política y las leyes establezcan (por ejemplo, las designaciones de ministros de la Corte Suprema, o consejeros del Banco Central).

## Senadores

### Requisitos para ser senador
Para ser electo, los senadores deben ser ciudadanos con derecho a sufragio, haber cursado la enseñanza media o equivalente, y tener 35 años de edad (hasta 2005 eran 40 años). Pueden ser reelectos una única vez. La renovación del Senado se efectúa cada 8 años. Se alternan las regiones de número impar y en el siguiente periodo las regiones pares y la Región Metropolitana de Santiago.
Si el candidato pertenece a un partido político o lista de partidos, basta con que la misma colectividad lo inscriba como abanderado. El candidato debe estar afiliado al correspondiente partido desde a lo menos dos meses antes de la fecha de cierre de inscripción de candidaturas y no haber sido afiliado de otro partido dentro de los nueve meses anteriores a dicha fecha. Si el candidato es independiente, no puede haber estado afiliado a un partido político dentro de los nueve meses anteriores al vencimiento del plazo del cierre de inscripción de candidaturas, y contar con el patrocinio ciudadano (firmas) que exija el Servicio Electoral (Servel). Si el independiente es parte de una lista electoral no necesita de las firmas.
Por otra parte, ya en ejercicio del cargo, en caso de vacancia de un escaño por muerte, incapacidad o inhabilidad, el reemplazo debe ser definido por la mesa directiva de su partido que pertenecía el parlamentario al momento de ser elegido. En el caso de que la vacancia la provocara un parlamentario independiente, el escaño queda vacío y no es reemplazado.

### Comisiones
Las Comisiones del Senado de Chile son organismos colegiados compuestos por un número determinado de senadores, cuya función principal es el estudio pormenorizado y especializado de cada uno de los proyectos de ley y de las materias que por disposición de los reglamentos internos, son sometidas a su conocimiento.

### Remuneraciones y regalías

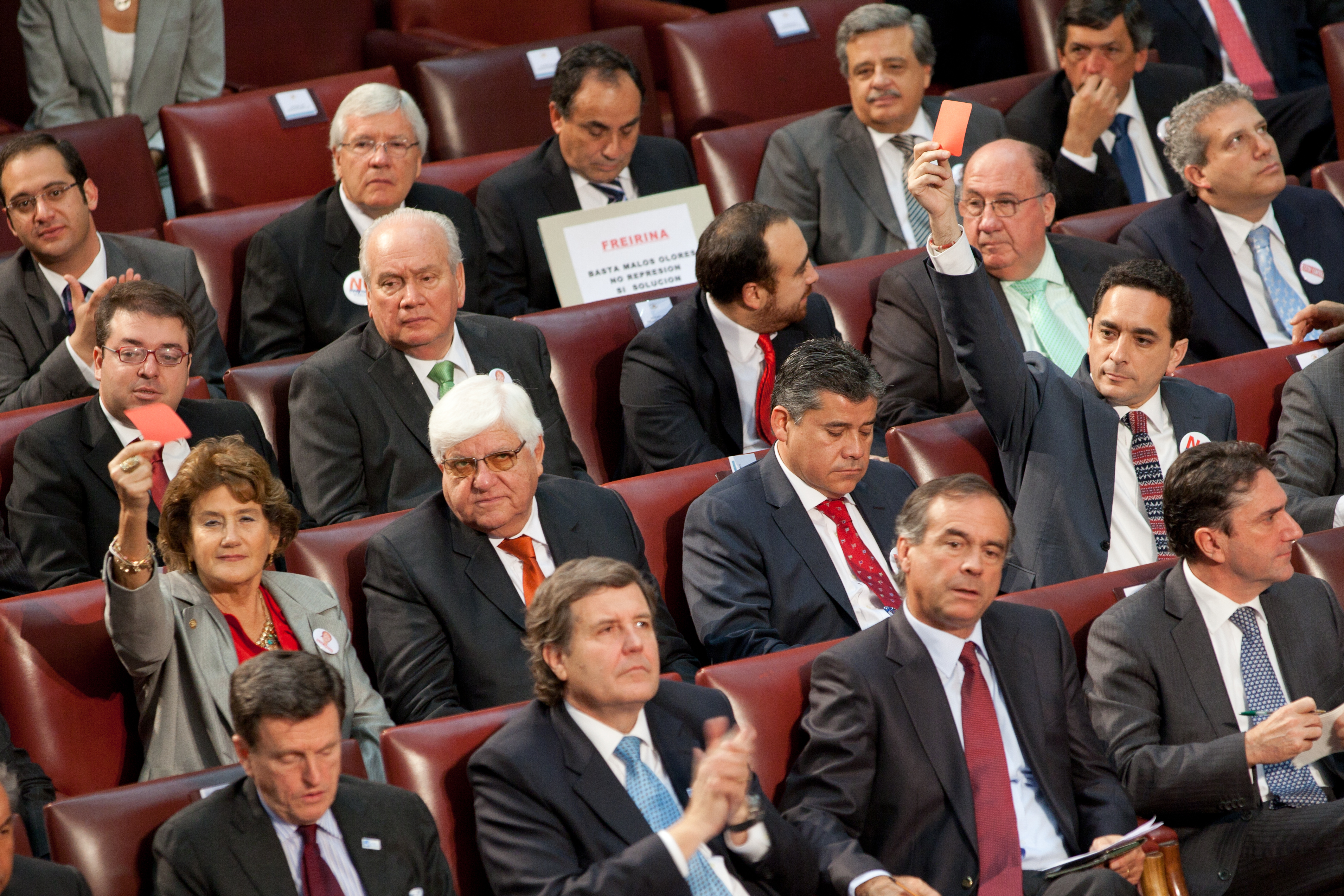
Senadores y Diputados durante el mensaje presidencial del 21 de mayo de 2012.

Los senadores perciben una remuneración por el desempeño de su cargo, denominada dieta parlamentaria, que de acuerdo al artículo 62 de la Constitución Política de la República, equivalente a la de un ministro de Estado, incluidas todas las asignaciones que a estos correspondan. A 2016, el monto bruto mensual de la dieta, esto es, sin considerar los descuentos legales u obligatorios —impuestos e imposiciones de seguridad social—, asciende a CLP$ 9 121 806.
Por concepto de asignaciones, los senadores reciben $9 380 000; además cuentan con una asignación de $1 200 000 para transporte terrestre, 48 pasajes de avión de ida y vuelta al año para viajar a sus regiones, más otros 6 pasajes para todos los destinos nacionales. También disponen de $1 298 000 mensuales para bencina, peajes y reparación de los vehículos. Los senadores de las regiones de la zona centro del país, vale decir Valparaíso, O'Higgins, Maule y Metropolitana no disponen de pasajes para sus zonas, pero tienen 12 pasajes anuales para todos los destinos nacionales extendibles a otras personas, y un bono extra de $365 000 para combustible. Los senadores de la circunscripción de Valparaíso Costa tienen adicionalmente 4 pasajes anuales a Isla de Pascua.
La cámara alta cubre los gastos de secretarias personales para los senadores, el arriendo de oficinas en sus respectivas circunscripciones senatoriales, dos computadores de escritorio y uno portátil en comodato hasta el término de su período, y artículos de oficina. Estos gastos no debe superar los $6 564 892 mensuales. Para la contratación de asesores se les asignan $3 030 928 mensuales.
El Instituto Nacional de Deportes les da a los senadores una credencial para asistir gratis a los partidos del torneo nacional en el Estadio Nacional, con un acompañante. La ANFP les otorga un descuento de aproximadamente el 40 % para tres partidos internacionales. Los senadores disponen, asimismo, de estacionamientos gratis en el sector Anita Lizana del estadio.
El 11 de abril de 2012, fue aprobado el aumento de sus asignaciones en dos millones de pesos a partir del mes de mayo del mismo año. La polémica iniciativa fue solicitada por la ex mesa del Senado liderada por Guido Girardi, y la medida fue calificada públicamente por el diputado René Saffirio como una «provocación a la ciudadanía»; al día siguiente, la polémica aumentó al darse a conocer que la remuneración de los integrantes de la comisión de asignaciones, responsables de la aprobación de éstas, percibían un sueldo superior a los 10 millones de pesos.
| Sueldos senadores vs. salario mínimo de América en 2012 | Sueldos senadores vs. salario mínimo de América en 2012 | Sueldos senadores vs. salario mínimo de América en 2012 | Sueldos senadores vs. salario mínimo de América en 2012 |
| País                                                    | Salario senadores (US$)                                 | Salario mínimo (US$)                                    | N.º salarios mínimos equivalentes                       |
| ------------------------------------------------------- | ------------------------------------------------------- | ------------------------------------------------------- | ------------------------------------------------------- |
| Estados Unidos                                          | 14 108                                                  | 1040                                                    | 13                                                      |
| México                                                  | 13 540                                                  | 112                                                     | 120                                                     |
| Chile                                                   | 12 442                                                  | 415                                                     | 32                                                      |
| Colombia                                                | 8394                                                    | 213                                                     | 39                                                      |
| Brasil                                                  | 7210                                                    | 198                                                     | 36                                                      |
| Perú                                                    | 4742                                                    | 277                                                     | 27                                                      |
| Argentina                                               | 3595                                                    | 413                                                     | 9                                                       |

Estas cifras no consideran asignaciones parlamentarias. Si éstas se tomasen en cuenta, algunas de las cifras totales de la tabla se verían aumentadas. Por ejemplo, para el caso de Chile, los ingresos de los senadores aumentarían a más del doble.

### Miembros actuales
El Senado de Chile se constituye actualmente por 50 senadores.

## Niveles de aprobación

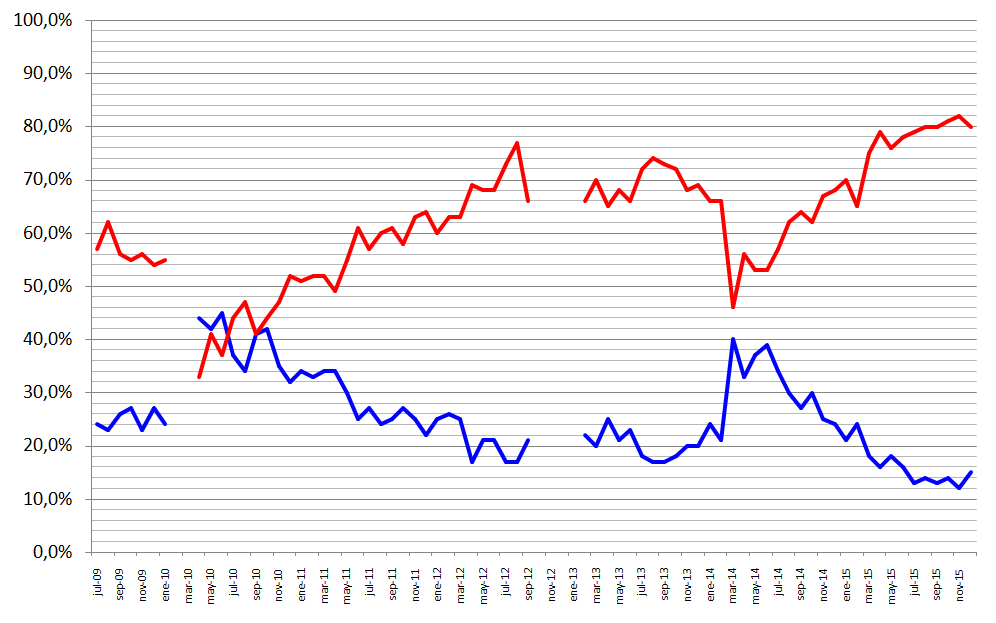
Porcentaje de aprobación.
Porcentaje de rechazo.

Según la encuesta Adimark, durante todo el primer gobierno del presidente Sebastián Piñera, desde marzo de 2010 hasta la fecha, el Senado de Chile jamás ha contado con una aprobación ciudadana superior al 50 %. Por el contrario, su porcentaje de aprobación ha seguido una tendencia en general decreciente, alcanzando en abril, julio y agosto de 2012, así como en agosto y septiembre de 2013, un mínimo de 17 %. La baja del mes de abril coincidió con la aprobación del aumento que hicieron los senadores de sus asignaciones en dos millones de pesos. El porcentaje de reprobación, por su parte, ha seguido una tendencia en general creciente, que en agosto de 2012 alcanzó un máximo de 77 %.